# 4826 Вілгелмс
4826 Вілгелмс (4826 Wilhelms) — астероїд головного поясу, відкритий 11 травня 1988 року.
Тіссеранів параметр щодо Юпітера — 3,387.